# Isotachophorese
Die Isotachophorese (ITP) ist ein analytisches Verfahren, das zum Beispiel bei der Untersuchung von Wasserproben verwendet wird.
Die zu untersuchenden Ionen werden in der Elektrolytlösung in einem elektrischen Feld getrennt. Dies geschieht aufgrund unterschiedlicher Ionenbeweglichkeiten. Durch die Verwendung eines diskontinuierlichen Puffersystems mit einem gemeinsamen Gegenion bewegen sich die unterschiedlichen Ionen nach der Auftrennung mit gleicher Geschwindigkeit. Daher rührt auch der Name von iso(ἴσος)=gleich und tachos(τὸ τάχος)=Geschwindigkeit.
Man verwendet einen Elektrolyten, der eine hohe Ionenbeweglichkeit besitzt und damit im Feld schnell wandert. Dieser befindet sich vor der Probe in der Trennkapillare und wird deshalb Leading Elektrolyt genannt. Ein Elektrolyt, der eine geringe Ionenbeweglichkeit besitzt und damit im Feld langsam wandert, befindet sich hinter der Probe in der Trennkapillare und wird deshalb Terminating Elektrolyt genannt. Da das Feld zwischen diesen beiden Elektrolyten spezielle Eigenschaften hat, erhalten alle Ionen dazwischen eine bestimmte Reihenfolge und Konzentration. Diese sind unabhängig von dem Ausgangszustand.
Das Verfahren hat Ähnlichkeit mit der Chromatographie.
Die Verwendung eines Sammelgels bei der SDS-Gelelektrophorese von Proteinen beruht ebenfalls auf der Isotachophorese.